# Peleteria macrocera
Peleteria macrocera là một loài ruồi trong họ Tachinidae.